# Christine Chapel
Christine Chapel é uma personagem do seriado Star Trek, enfermeira da nave U.S.S. Enterprise, interpretada pela atriz Majel Barrett. Uma versão jovem da personagem aparece no seriado Star Trek: Strange New Worlds, interpretada por Jess Bush. Chapel (na série original) era apaixonada por Spock, causando em alguns episódios constrangimentos a ele que reprimia sentimentos em favor da lógica vulcana.